# Mhadjou Youssouf
Mhadjou Youssouf (ur. 5 czerwca 1990) – lekkoatleta z Komorów, sprinter, którego specjalizacją był bieg na 100 metrów. Jego rekord na tym dystansie wynosi 10,57 s. Uczestniczył w mistrzostwach świata w Berlinie oraz igrzyskach olimpijskich w Pekinie. Na obydwu imprezach nie awansował do drugiej rundy konkursu zajmując za każdym razem szóste miejsce w eliminacjach.

## Rekordy życiowe
| Dystans       | Wynik (s) | Miejsce     | Data             |
| ------------- | --------- | ----------- | ---------------- |
| bieg na 100 m | 10,57     | Bamako      | 21 kwietnia 2009 |
| bieg na 200 m | 21,33     | Montbéliard | 20 czerwca 2010  |